# コンチネンタル (映画)
『コンチネンタル』（英語: The Gay Divorcee）は、1934年に公開されたアメリカ合衆国のミュージカル映画。

## 概要
RKOスタジオ製作。フレッド・アステア&ジンジャー・ロジャースのコンビによる初主演作品である。『コンチネンタル』はこの年創設されたアカデミー賞主題歌部門で受賞し（『夜も昼も』は映画オリジナルではないという理由でノミネートされなかった）、そのほか作品、室内装置、録音、作曲の4部門にノミネートされた。
本作は公開後スタジオの予想を上回るヒット作となり、アステアとロジャースは「マネー・メイキング・スターズ」（金の稼げるスター）と謳われた。以後『ロバータ』（1935年）、『トップ・ハット』（1935年）、『艦隊を追って』（1936年）、『有頂天時代』（1936年）、『踊らん哉』（1937年）、『気儘時代』（1938年）、『カッスル夫妻』（1939年）と7年の間に9作がこのコンビで製作された。
なお、『コンチネンタル』という邦題には内容と関連性に乏しく、第二次世界大戦後再公開の際に邦題には「離婚協奏曲」の副題が加えられている。

## キャスト
- ガイ・ホールデン - フレッド・アステア（吹替：原田一夫）
- ミミ - ジンジャー・ロジャース（吹替：森ひろ子）
- ホーテンス - アリス・ブラディ
- エグバート - エドワード・エヴェレット・ホートン（英語版）
- トネッティ - エリック・ローズ（英語版）
- ウェイター - エリック・ブロア
- ゲスト - ベティ・グレイブル

## 製作
前作『空中レビュー時代』（1933年/RKO）で初共演し、「キャリオカ」のナンバーによってアステアとロジャースは人気を博していたが、製作主任パンドロ・S・バーマンはこの二人の主演映画を企画し、映画入りする前のアステアが1932年に主演したブロードウェイミュージカル『The Gay Divorce（陽気な離婚）』の権利を3万5000ドルで獲得した。同作はニューヨークで248回の上演記録を持ち、音楽をコール・ポーターが担当。後に彼の代表作となる『Night and Day（夜も昼も）』が初演されたのもこの舞台であった。
アステアは『空中レビュー時代』の撮影後『陽気な離婚』のロンドン公演のために渡英中バーマンからの連絡を受けて次作への出演を快諾するが、『陽気な離婚』のストーリーが映画向きではないこと、ジンジャー・ロジャースとの再共演によって観客から飽きられるのではないかという危機感を持ったこと（アステアは舞台人・映画人としての生涯を通じて、自分のパフォーマンスがあらゆる点においてワン・パターンとなり、観客から飽きられることに対して恐怖感を持っていた）などから契約交渉は難航した。最終的に当時としては異例のことながら、出演料のほかに興行収益1%の歩合収入と、ミュージカル・シークエンスの製作についてはすべてを一任するという条件で、バーマンはアステアに出演を契約させた。
映画化にあたっては『夜も昼も』以外の舞台版歌曲はすべて削られ、ハリー・レヴェルとマーク・ゴードンによる『Don't Let It Bother You』と『Let's K-nock K-nees』、コン・コンラッドとハーブ・マジソンとによる『A Needle In a Haystack』と『The Continental』の4曲が書きおろされた。最大の見せ場は舞台版以来の『夜も昼も』と『コンチネンタル』のプロダクション・ナンバーで、前者ではアステアとロジャースの名人芸が披露され、後者では17分にわたって数十人のエキストラダンサーを用いた群舞が見られた。